# Gampenpass
Der Gampenpass, kurz Gampen (selten auch Gampenjoch, italienisch Passo delle Palade oder nur Passo Palade), ist ein 1518 m s.l.m. hoher Gebirgspass im Südtiroler Anteil der Nonsberggruppe, genauer zwischen dem Laugen und dem Mendelkamm in Italien. Mittels der Gampenpassstraße verbindet er das Etschtal mit dem Nonstal. An der Passhöhe treffen die Burggräfler Gemeinde Tisens und die Deutschnonsberger Gemeinde Unsere Liebe Frau im Walde-St. Felix aufeinander; die nächstgelegenen Siedlungen sind Gfrill an der nördlichen und Unsere Liebe Frau im Walde an der südlichen Passrampe.

## Lage
| \| \| |
|       |

Lage des Gampenpasses in der Nonsberggruppe (links)

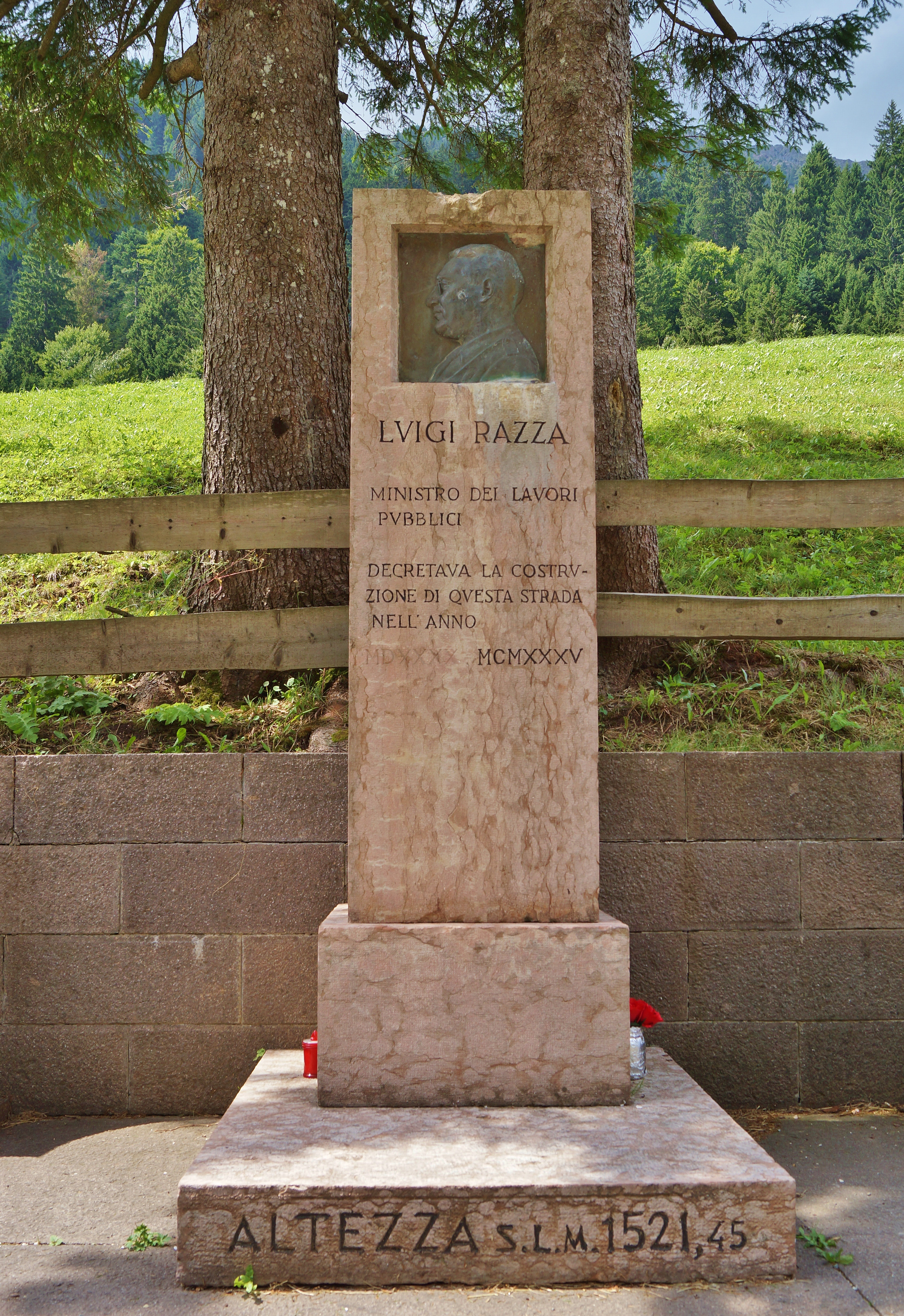
Denkmal auf der Passhöhe neben der Straße, dem faschistischen Bautenminister Luigi Razza (1892–1935) gewidmet

und in den Alpen (rechts in der Box).

## Geschichte
Der Gampenpass ist der höchste Punkt einer alten Wegeverbindung, die das Burggrafenamt mit dem Nonsberg und weitergehend mit den Judikarien verband. Entsprechend wurde die Straße früh bemautet; so ist hier 1562 die Existenz einer Zollstätte der Grafen von Tirol bezeugt, während der Passname selbst bereits im Jahr 1363 als Campen in einem in Meran ausgestellten landesfürstlichen Privileg genannt ist.
Von 1810 bis 1815 verlief hier die Grenze zwischen dem von Napoleon neu gegründeten italienischen Staat im Süden und dem Königreich Bayern im Norden.
Der Bau einer Kunststraße von Lana über den Gampenpass nach Fondo wurde bereits von der österreichischen Verwaltung ins Auge gefasst. 1897 schien die Gampenstraße erstmals im Bautenprogramm der Tiroler Landesregierung auf. Der Baubeginn verzögerte sich jedoch mehrfach, erst im Frühjahr 1914 kam es zu einem definitiven Baubeschluss, doch machte der Erste Weltkrieg diese Bemühungen endgültig zunichte. Die faschistische Administration forcierte neuerlich das Straßenbauprojekt, das zwischen 1935 und 1939 unter der Bauleitung des Trentiner Ingenieurs Gualtiero Adami als Strada Statale 238 delle Palade umgesetzt wurde und zahlreiche bemerkenswerte Kunstbauten aufweist.
Parallel dazu baute das italienische Militär zwischen 1938 und 1942 den Pass zu einer Sperrstellung des Vallo Alpino aus. Direkt auf der Passhöhe finden sich heute noch die baulichen Reste des einst geplanten Artilleriewerkes. Dieser Gampen-Bunker ist nun als Museum im Schutzwall, verbunden mit einer Mineralienausstellung, zu besichtigen (Eingang auf der Südseite der Passhöhe).
Von 1927 bis 1948 war der Gampenpass die Provinzgrenze zwischen Südtirol und dem Trentino; seit der Angliederung des Deutschnonsbergs an Südtirol verläuft die Grenze weiter südlich bei St. Felix.

## Sonstiges
Die Gampenpassstraße ist bei Rennradfahrern als anspruchsvolle Strecke beliebt, die zudem gemeinsam mit dem Mendelpass eine interessante Rundfahrt bietet.